# Nikeja
Nikeja (napisana tudi Nicæa ali Nicea, /naɪˈsiːə/ ny-SEE-ə; latinsko: [niːˈkae̯.a]), (starogrško Νίκαια, atiško: [nǐːkai̯a], koine: [ˈnikεa] ), je bilo starogrško mesto v severozahodni anatolski regiji Bitinija, ki je znana predvsem kot kraj prvega in drugega koncila v Nikeji (prvi in sedmi ekumenski koncil v zgodnji zgodovini krščanske cerkve), nicejski Creed (ki izhaja iz Prvega koncila) in kot glavno mesto Nikejskega cesarstva po četrti križarski vojni leta 1204, do ponovnega zavzetja Konstantinopla Bizantincev leta 1261. Nikeja je bila med letoma 1331 in 1335 tudi prestolnica Osmanov.
Starodavno mesto je znotraj sodobnega turškega mesta İznik (katerega sodobno ime izhaja iz mesta Nikeja) in je v rodovitni kotlini na vzhodnem koncu Askanijskega jezera, ki je omejeno z verigami hribov na severu in jugu. Njegova zahodna stena se dviga iz samega jezera in zagotavlja tako zaščito pred obleganjem iz te smeri kot tudi vir zalog, ki bi ga bilo težko odrezati. Jezero je dovolj veliko, da ga ni bilo mogoče enostavno zapreti s kopnega, mesto pa je bilo dovolj veliko, da je bilo težko doseči pristanišče z oblegovalnim orožjem na obali.
Starodavno mesto je bilo z vseh strani obdano s 5 kilometri obzidja, visokega približno 10 metrov. To je bilo nato obdano z dvojnim jarkom na kopenskih delih in vključujejo tudi več kot 100 stolpov na različnih lokacijah. Velika vrata na treh kopenskih straneh obzidja so bila edini vhod v mesto. Danes so zidovi na mnogih mestih prebodeni za ceste, vendar je večina zgodnjih del preživela; posledično je turistična destinacija.

## Zgodovina

### Zgodnja zgodovina
Kraj naj bi kolonizirali Botijci in naj bi prvotno nosil ime Ancore (Ἀγκόρη) ali Helicore (Ἑλικόρη) ali po vojakih vojske Aleksandra Velikega, ki so izhajali iz Nikeje v Lokrisu blizu Termopil. Kasnejša različica pa ni bila razširjena niti v antiki. Ne glede na resnico so prvo grško kolonijo na tem mestu verjetno uničili Mizijci in mesto je pripadlo Antigonu I. Monoftalmu, enemu od Aleksandrovih naslednikov (Diadohi). 315 pr. n. št. kot Antigoneja (Ἀντιγονεία) po sebi. Znano je tudi, da je Antigon v bližini ustanovil botijske vojake, kar daje verodostojnost izročilu o tem, da so mesto ustanovili Botijci. Po Antigonovem porazu in smrti v bitki pri Ipsu leta 301 pr. n. št. je mesto zavzel Lizimah in ga preimenoval v Nikejo (Νίκαια, tudi transliterirano kot Nikaia ali Nicæa) v poklon svoji ženi Nicaea, ki je pred kratkim umrla.
Nekje pred letom 280 pr. n. št. je mesto prešlo pod nadzor lokalne dinastije kraljev Bitinije. To označuje začetek njegovega vzpona kot sedeža kraljevega dvora, pa tudi njegovega rivalstva z Nikomedijo. Spor obeh mest glede tega, katero je najpomembnejše mesto (označeno z imenom metropola) Bitinije, se je nadaljeval stoletja in 38. govor Dija Krizostoma je bil izrecno sestavljen za rešitev spora.
Plutarh je omenil, da je Menekrat (Μενεκράτης) pisal o zgodovini mesta. V grški mitologiji naj bi Nikeja dobila ime po Nikeji, nimfi, ki jo je bog Dioniz napil in posilil; kasneje je mesto poimenoval po njej.

### Rimsko obdobje
Skupaj s preostalim delom Bitinije je Nikeja leta 72 pr. n. št. prišla pod oblast Rimske republike. Mesto je ostalo eno najpomembnejših mestnih središč Male Azije v celotnem rimskem obdobju in je nadaljevalo svoje staro tekmovanje z Nikomedijo glede premoči in lokacije sedeža rimskega guvernerja Bitinije in Ponta. Geograf Strabon (XII.565 ff.) je mesto opisal kot zgrajeno na značilen helenistični način zelo pravilno, v obliki kvadrata, ki meri v obsegu 16 stadijev, tj. 700 m × 700 m, ki pokriva območje približno 50 ha; imelo je štiri vrata in vse njegove ulice so se sekale med seboj pod pravim kotom v skladu s Hipodamovim načrtom, tako da je bilo s spomenika v središču mogoče videti vsa štiri vrata. Ta spomenik je stal v gimnaziji, ki je bila uničena v požaru, vendar jo je Plinij mlajši, ko je bil tam guverner v zgodnjem 2. stoletju našega štetja, obnovil in veličastno povečal. Plinij v svojih spisih pogosto omenja Nikejo in njene javne stavbe.
Cesar Hadrijan je leta 123 našega štetja obiskal mesto, potem ko ga je močno prizadel potres in ga začel obnavljati. Novo mesto je bilo obdano s poligonalnim obzidjem, dolgim kakšnih 5 kilometrov. Rekonstrukcija je bila dokončana šele v 3. stoletju in novo obzidje ni uspelo rešiti Nikeje pred plenjenjem s strani Gotov leta 258 našega štetja. Številni nikejski kovanci, ki še vedno obstajajo, pričajo o zanimanju rimskih cesarjev za mesto, pa tudi o njegovi navezanosti na vladarje; mnogi med njimi spominjajo na velike praznike, ki so jih tam praznovali v čast bogov in cesarjev.

### Krščanski koncili
Krščanstvo je postalo pravna vera Rimskega cesarstva v času vladavine Konstantina I. z Milanskim ediktom leta 313. Konstantin je bil pokrovitelj krščanstva in ga podpiral s podeljevanjem privilegijev ter postal prvi rimski cesar, ki je sprejel krščanstvo, vendar se je krstil šele tik preden je umrl v Nikomediji. Konstantin je postavil temelje, da je večina prebivalstva leta 380 postala kristjan, predvsem uradna vera cesarstva.
Nicejska veroizpoved (starogrško Σύμβολον τῆς Νικαίας, latinizirano: Sýmbolon tês Nikaías; latinsko Symbolum Nicaenum lit. 'Simbol Nikeje'), ki je Jezusa razglasila za Boga in je postala temelj cerkvenega nauka, je bila sprejet na prvi rimski ekumenski krščanski koncil v tem mestu leta 325. Ta koncil je tudi obsodil gotski krščanski arianizem, ki so ga kasneje sprejela mnoga barbarska kraljestva in je vodil v uničenje Zahodnega cesarstva v prihodnjem stoletju.
Po menjavi koncila za štiri stoletja je bil ekumenski koncil ponovno v Nikeji leta 787. Ta koncil je sklical cesar Vzhodnega cesarstva Konstantin VI., cesarica Irena, ki je pozneje postala prva cesarica, udeležil pa se ga je tudi papež Hadrijan I.. Obravnaval je ikonoklastične spore in priznal čaščenje krščanskih podob Jezusa in svetnikov kot legitimen. Koncil je tudi prepovedal posvetno imenovanje škofov, s čimer je utrdil neodvisno oblast cerkve proti državni.

### Bizantinsko obdobje
Do 4. stoletja je bila Nikeja veliko in uspešno mesto ter glavno vojaško in upravno središče. Cesar Konstantin Veliki je tam sklical prvi ekumenski koncil in mesto je dobilo ime po Nicejski veroizpovedi. Mesto je ostalo pomembno tudi v 4. stoletju, ko je bil Valens razglašen za cesarja (364) in Prokopijev neuspeli upor (365). V istem obdobju je Nicejski sedež postal neodvisen od Nikomedije in bil povzdignjen v status metropolitanske škofije. Vendar pa sta mesto leta 363 in 368 prizadela dva močna potresa in skupaj s konkurenco iz novoustanovljene prestolnice Vzhodnega cesarstva, Konstantinopla, je nato začelo propadati. Številne njegove velike meščanske stavbe so začele propadati in jih je cesar Justinijan I. moral v 6. stoletju obnoviti, med njimi tudi akvadukt, ki ga je zgradil Hadrijan.
Mesto nato izgine iz virov in se ponovno omenja v začetku 8. stoletja: leta 715 je tja pobegnil odstavljeni cesar Anastazij II., mesto pa se je leta 716 in 727 uspešno uprlo napadom Omajadskega kalifata. Mesto je ponovno prizadel potres leta 740, služilo je kot oporišče Artabasdovega upora leta 741/2 in služilo kot kraj srečanja drugega ekumenskega koncila, ki je obsodil bizantinski ikonoklazem leta 787 (koncil se je verjetno sestal v baziliki Hagije Sofije). Nikeja je v 8. stoletju postala glavno mesto teme Opsician in ostala središče uprave in trgovine. Judovska skupnost je v mestu izpričana v 10. stoletju. Zaradi bližine Konstantinopla je bilo mesto v uporih v 10. in 11. stoletju oporekano kot oporišče za grožnjo prestolnici. Po takem uporu, uporu Nikeforja Melisena, je leta 1081 padel v roke Melisenovih turških zaveznikov. Seldžuški Turki so Nikejo postavili za prestolnico svojih posesti v Mali Aziji do leta 1097, ko se je s pomočjo prve križarske vojne po enomesečnem obleganju vrnila pod bizantinsko oblast.
V 12. stoletju je bilo v Nikeji obdobje relativne stabilnosti in blaginje. Komnenski cesarji Aleksej, Ivan in Manuel so se močno zavzemali za okrepitev bizantinske prisotnosti v Mali Aziji. Zdi se, da je Aleksej popravil akvadukt po ponovni osvojitvi in po vsej regiji so bile zgrajene velike utrdbe, zlasti Ivan in Manuel, ki so pomagale zaščititi mesto in njegovo rodovitno zaledje. Na tem območju je bilo tudi več vojaških oporišč in kolonij, na primer tista v Rindakosu v Bitiniji, kjer je cesar Ivan eno leto uril svoje čete v pripravah na pohode v južni Mali Aziji.
Po padcu Konstantinopla v četrti križarski vojni leta 1204 in ustanovitvi Latinskega cesarstva se je Nikeja izognila latinski okupaciji in ohranila avtonomno držo. Od leta 1206 naprej je postal oporišče Teodorja Laskarisa, ki je bil leta 1208 tam okronan za cesarja in ustanovil Nikejsko cesarstvo. Carigrajski patriarhat, izgnan iz Konstantinopla, se je prav tako nastanil v mestu do ponovnega zavzetja Konstantinopla leta 1261. Čeprav je bila Nikeja kmalu opuščena kot glavna rezidenca nikejskih cesarjev, ki so bili naklonjeni Nimfeji in Magneziji na Maeandru, je bilo obdobje v zgodovini mesta živahno, s »pogostimi sinodami, veleposlaništvi ter cesarskimi porokami in pogrebi«, medtem ko je zaradi dotoka učenjakov iz drugih delov Vzhodnorimskega sveta postalo tudi središče učenja.[28]
Po obnovi Bizantinskega cesarstva leta 1261 je mesto spet izgubilo pomen. Zanemarjanje azijske meje s strani Mihaela VIII. Paleologa je izzvalo veliko vstajo leta 1262, leta 1265 pa je izbruhnila panika, ko so zakrožile govorice o neizbežnem mongolskem napadu. Cesar Andronik II. Paleolog je leta 1290 obiskal mesto in poskrbel za obnovitev njegove obrambe, vendar se je izkazalo, da Bizanc ni mogel ustaviti vzpona nastajajočega Osmanskega emirata v regiji. Potem ko sta bila cesar Andronik III. Paleolog in Ivan VI. Kantakuzen 11. junija 1329 poražena pri Pelekanonu, bizantinska vlada ni mogla več braniti Nikeje. Nikeja se je 2. marca 1331 po dolgem obleganju končno predala Osmanom.

### Osmansko cesarstvo
Leta 1331 je Orhan prevzel mesto od Bizantincev in mesto je za kratek čas postalo prestolnica naraščajočega Osmanskega emirata. Številne javne stavbe so bile uničene, material pa so uporabili Osmani pri postavljanju svojih mošej in drugih stavb. Velika cerkev Hagije Sofije v središču mesta je bila spremenjena v mošejo in je postala znana kot Orhanova mošeja. V bližini so zgradili medreso in kopališče. Leta 1334 je Orhan zgradil mošejo in imaret (ljudsko kuhinjo) tik pred vrati Yenişehir (Yenişehir Kapısı) na južni strani mesta. S padcem Konstantinopla leta 1453 je mesto močno izgubilo svoj pomen, vendar je kasneje v 17. stoletju postalo glavno središče z ustanovitvijo lokalne industrije lončarstva iz fajanse. Potem je počasi izginilo, ko je izgubil prebivalstvo. Leta 1779 je italijanski arheolog Domenico Sestini zapisal, da ni nič drugega kot zapuščeno mesto brez življenja, brez hrupa in brez gibanja.

## Ruševine

### Mestno obzidje
Staro obzidje s stolpi in vrati je razmeroma dobro ohranjeno. Njihov obseg je 3100 m , pri dnu so debeli od 5 do 7 m in od 10 do 13 m visoko; vsebujejo štiri velika in dvoje majhnih vrat. Na večini krajev so sestavljeni iz izmeničnih nizov rimskih opek in velikih kvadratnih kamnov, povezanih s cementom velike debeline. Ponekod so vstavljeni stebri in drugi arhitekturni fragmenti iz ruševin starejših stavb. Zdi se, da je bilo obzidje, tako kot pri Konstantinoplu, zgrajeno v 4. stoletju. Nekateri stolpi imajo grške napise.

### Notranje mestne strukture
Ruševine mošej, kopališč in hiš, razpršene med vrtovi in stanovanjskimi stavbami, ki danes zasedajo velik del prostora znotraj rimskih in bizantinskih utrdb, kažejo, da je bilo osmansko mestno jedro, čeprav zdaj manj pomembno, nekoč pomembno mesto; vendar nikoli ni bilo tako veliko kot bizantinsko mesto. Zdi se, da je bilo skoraj v celoti zgrajeno iz ostankov bizantinske Nikeje, stene porušenih mošej in kopališč pa so polne drobcev starogrških, rimskih in bizantinskih templjev in cerkva.
V severozahodnem delu mesta se dva pomola razširita v jezero in tvorita pristanišče; vendar se je jezero v tem delu močno umaknilo in pustilo močvirnato ravnino. Zunaj obzidja so ostanki starodavnega akvadukta.

### Cerkev Marijinega vnebovzetja
Cerkev Marijinega vnebovzetja, glavna grška pravoslavna cerkev v Nikeji, je bila ena arhitekturno najpomembnejših bizantinskih cerkva v Mali Aziji. Kupolasta cerkev s križno ladjo in podolgovato apsido, morda že s konca 6. stoletja, je bila njena bema okrašena z zelo lepimi mozaiki, ki so bili obnovljeni v 9. stoletju. Cerkev Marijinega vnebovzetja so leta 1922 porušili Turki; danes so ohranjeni samo spodnji deli nekaterih njenih zidov.

### Osmanske peči
V osmanskih pečeh, kjer so izdelovali zgodovinske nicejske ploščice, potekajo izkopavanja.

### Cerkev Hagije Sofije
Cerkev Hagija Sofija v Nikeji je v fazi obnove.

### Podvodna bazilika
Pod plitvimi vodami na robu Izniškega jezera, na lokaciji, ki je v bizantinskem času še vedno ležala na trdnih tleh na obali jezera, so našli ruševine bazilike iz 4. stoletja. Lahko bi bilo to mesto prvega koncila v Nikeji.

### Heraklejev relief
Osem kilometrov od mesta je na skali vgraviran starodavni relief Heraklija v človeški velikosti.

## Ljudje
- Hiparh (ok.190 - ok.120 pr. n. št.), Grški astronom, geograf in matematik[35]
- Kasij Dion (ok.150 – ok.235 n. št.), rimski zgodovinar[36]
- Sporos (ok.240 – ok.300), grški matematik in astronom
- Georgij Pahimer (1242 – ok.1310), bizantinski zgodovinar[37]